# La Torroella (Santa Pau)
La Torroella és una masia del Sallent, al municipi de Santa Pau (Garrotxa), inclosa a l'Inventari del Patrimoni Arquitectònic de Catalunya.

## Descripció
És un gran casal de planta i dos pisos. Va ser bastit amb pedra volcànica i carreus ben escairats als angles i obertures. Ha sofert moltes modificacions posteriors que han desfigurat la seva fàbrica primitiva. Conserva, annexes a la casa, un gran nombre de pallisses, algunes de construcció coetània a la casa i un gran casal pels masovers. Està situada en els límits de l'antiga baronia, les seves finques limiten amb les terres de Mieres i del Torn. Els seus senyors eren del llinatge militar i membres del Sant Ofici.

## Història
La primera notícia històrica de la vall de Sallent es troba al diploma que Lluís el Tartamut, rei de França (any 880), va estendre en ple concili de Troies a favor del monestir de Banyoles i del seu abat. Després, la possessió serà confirmada amb delme, primícies i oblacions de fidels, pels papes Benet VIII (1017), Urbà II (1097) i Alexandre (1175). La parròquia de Sant Vicenç de Sallent no va passar a la baronia de Santa Pau fins a l'any 1392. Va adquirir-la el baró Hug al rei Joan II, venda que després, al cap d'un any, confirmaria el rei Martí.